# Ludwin (Łęczna)
Pour les articles homonymes, voir Ludwin.
Ludwin (prononciation : [ˈludvin]) est un village polonais de la gmina de Ludwin dans le powiat de Łęczna de la voïvodie de Lublin dans l'est de la Pologne.
Le village est le siège administratif (chef-lieu) de la gmina appelée gmina de Ludwin.
Il se situe à environ 4 kilomètres au nord de Łęczna (siège du powiat) et 25 kilomètres à l'est de Lublin (capitale de la voïvodie).
Le village compte approximativement une population de 5 041 habitants.

## Histoire
De 1975 à 1998, le village est attaché administrativement à l'ancienne Voïvodie de Lublin.

Depuis 1999, il fait partie de la nouvelle voïvodie de Lublin.